# 弟橘媛

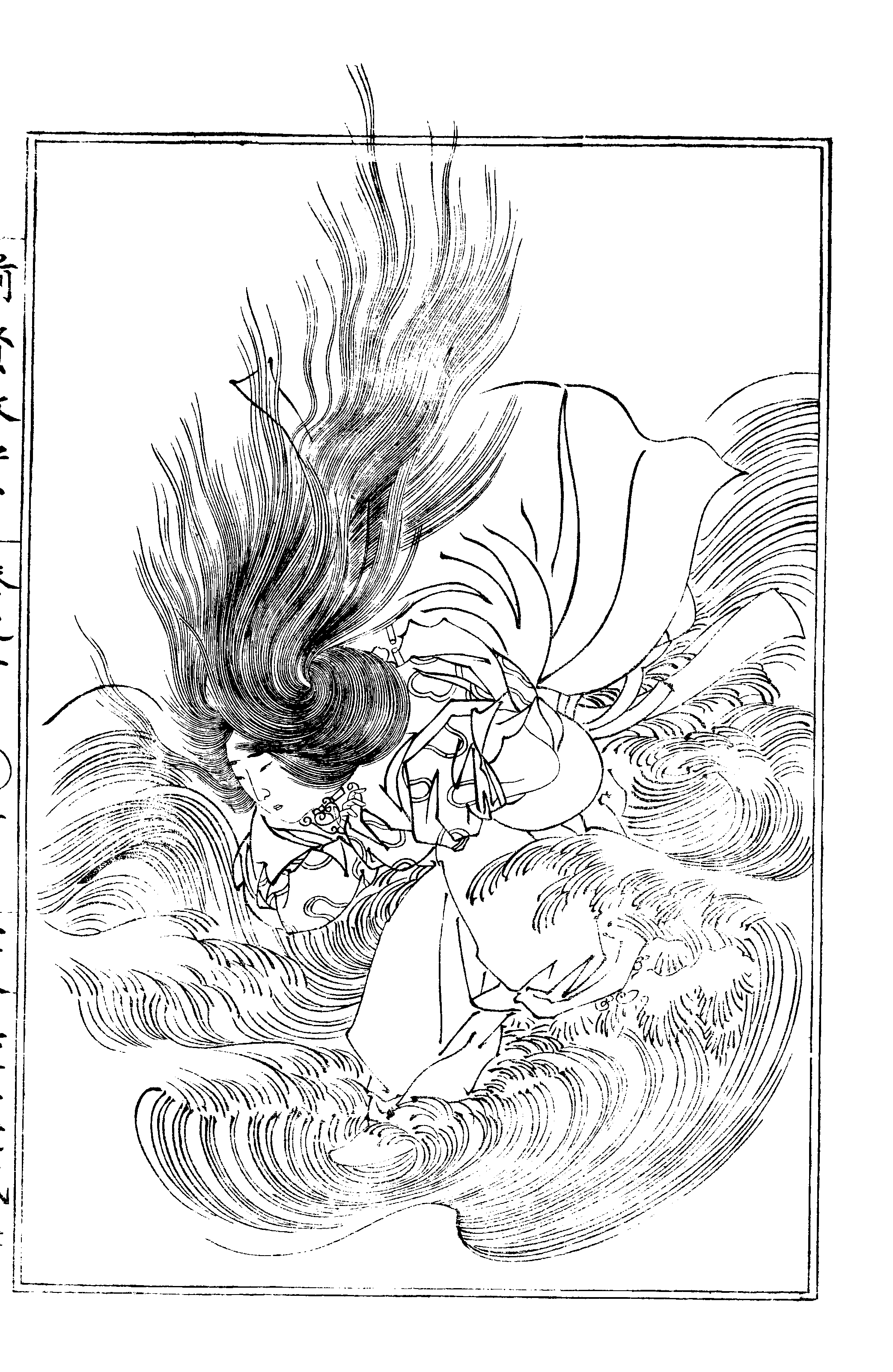
弟橘媛（『前賢故実』）より

弟橘媛（おとたちばなひめ、生年不詳 - 景行天皇40年）は、『日本書紀』によれば日本武尊の妃。『古事記』では倭建命の后・弟橘比売命とする。

## 記紀の弟橘媛（弟橘比売命）
『日本書紀』によれば、穂積氏忍山宿禰の娘。日本武尊との間に稚武彦王を儲ける。
千葉県茂原市本納には、玉浦に渡った日本武尊が、橘の木を媛の墓標としたことを由来としている橘樹神社がある。この神社は延喜式内社で、上総五社の一つであり、上総国二宮であり、唯一の正史に記された弟橘媛を祀る神社である。この神社の由緒には「弟橘媛が尊に申し上げたことは、君公の佩せ給へる御劔は、むかし素戔嗚尊大蛇の尾より切出したまふ宝劔なれば、悪神龍御船を覆し、宝劔を奪んとして起こる所の暴風ならん、吾宝劔と君とにかわり、海中に入りて悪龍を退治し、君公と宝劔を安泰ならしめ、又天下後世の人をして渡海風波の難を救ひ、永々海中の守護神となるべし」とあり、神社は海上の守護神と仰がれている。東征の軍を率いて房総半島に渡った日本武尊のその後の行軍の道すじは、海路北上したとも、陸路香取海に出たともされるが、陸路伝いに日本武尊の伝説と尊と弟橘媛を祭神とする神社が多い。
『古事記』は、焼津で相武国造にだまされ火攻めにあい、倭比売命より賜った草薙剣によって難を逃れた倭建命が走水海に至った時、海は荒れ狂い先に進むことが不可能になった。海神の怒りを解くため、弟橘比売命は「私は夫である皇子の身に替わって海の中に入ります。どうぞ皇子の東征を護らせ給え」と念じ、浪の上に菅畳八重、皮畳八重、絹畳八重を敷いて、その上に座って海に下りた。すると波が穏やかになり、船を進めることが可能になったとする。
よんだ和歌は「相武の野に燃え立つ火の中で、わたしの心配をしてくださった貴方」という意味である。相武国造にだまされ、火攻めにあった時のことを言っている『古事記』にのみ存在する歌である。倭建命に対する感謝の気持ちがよく表れている。倭建命の「吾妻はや」という言葉とあわせると、ふたりは固い絆で結ばれていたことがわかる。また、彼女が持っていた櫛は、7日後、海岸に流れ着いた。その櫛を取って御陵を作り治めたのが橘樹神社の由来ともされている。
弟橘媛を忘れられない日本武尊は、『日本書紀』では碓日の嶺、『古事記』によれば足柄の坂本で、「吾妻はや」と嘆いた。日本の東部を「あずま」と呼ぶのは、この故事にちなむという。いわゆる「地名起源説話」である。

## 常陸国風土記
『常陸国風土記』において、弟橘比売命は大橘比売命あるいは橘皇后として登場し、夫の日本武尊は倭武天皇と表記されており、天皇、皇后と称されている。行方郡条に、「又、倭武天皇の后、大橘比売命、倭より降り来て、この地に参り遇ひたまひき。故れ、安布賀の邑と謂ふ」とし、倭武天皇が倭から降ってきた大橘比売命と安布賀の邑（現在の茨城県潮来市および同県行方市）で再会したことが、多珂郡条には、「ここに、天皇野に幸し、橘皇后を遣りて、海に臨みて漁らしめ、捕獲の利を相競はむと、山と海の物に別れて探りたまひき」とあり、倭武天皇が野に、橘皇后が海に別れて狩りを競い合ったことが記されている。

## 先代旧事本紀の橘媛
『先代旧事本紀』7巻天皇本紀では、景行天皇の項で穂積氏忍山宿禰の娘の弟橘媛が稚武彦王を生むとあり、また成務天皇の項で弟橘媛が9男（稚武彦王命・稲入別命・武養鷲命・葦敢竈見別命・息長田別命・五十目彦王命・伊賀彦王・武田王・佐伯命）を生むとある。

## 神社と伝説
浦賀水道を上総に向かう際のことが主題であり、弟橘媛の伝説と祭神とする神社が上総（千葉県）に多いのは当然であるが、千葉県の他関東一円に吾妻神社（吾嬬神社）が分布し、千葉県茂原市の橘樹神社と同名の橘樹神社が神奈川県などにある。その他、能褒野神社や走水神社のように日本武尊を祀る神社に合祀されている例もある。他に穂積氏が石切劔箭神社の社家の祖先にあたる関係から同神社の上之社の婦道神社にも祭神として祀られている。
現在の東京湾沿岸の袖ケ浦市と習志野市に袖ケ浦という地名があるが、これは弟橘媛の着物の袖が流れ着いたという伝説から名付けられた地名だといわれる。右と左の袖のうち、片方が袖ケ浦市に、もう一方が習志野市に流れ着いたともされる。名の常緑の橘は古くより聖樹と見なされたことから、弟橘媛を巫女とする説も根強い。

## 注
1. ↑  『日本書紀（上）全現代語訳』 174ページ
2. ↑  ここでは「妾」と記しているが、景行天皇51年条の系譜では「妃」とする。
3. ↑  『日本書紀（上）全現代語訳』 168ページ
4. ↑  『東京湾史』 80ページ
5. ↑  『古事記（中）全訳注』 150ページ
6. ↑  『古事記（中）全訳注』 147ページ
7. ↑  『日本書紀（上）全現代語訳』 169ページ
8. ↑  『古事記（中）全訳注』 153ページ
9. ↑  『亀井家譜』はこの皇后を弟橘比売命の姉とするが記紀にはそのような人物は存在せず、通常は弟橘比売命のこととされる。
10. ↑  『風土記　新編日本古典文学全集5』 388ページ
11. ↑  『風土記　新編日本古典文学全集5』 417ページ
12. ↑  『人物伝小辞典 古代・中世編』 54ページ